# Leichtathletik-Europameisterschaften 1938/Dreisprung der Männer

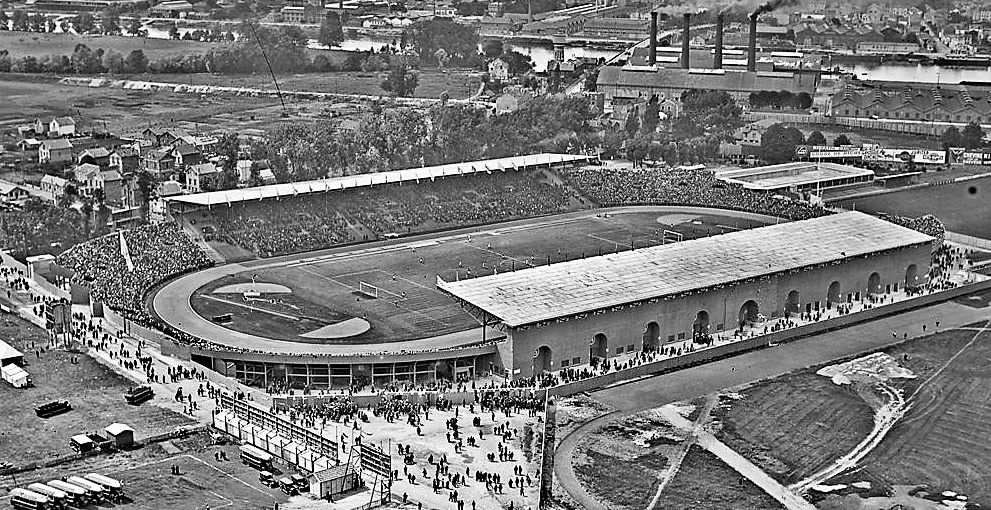
Olympiastadion in Paris 1924

Der Dreisprung der Männer bei den Leichtathletik-Europameisterschaften 1938 wurde am 4. September 1938 im Stade Olympique der französischen Hauptstadt Paris ausgetragen.
Im Dreisprung gab es einen finnischen Doppelsieg. Europameister wurde Onni Rajasaari. Jouko Norén kam auf den zweiten Platz. Bronze gewann der Deutsche Karl Kotratschek.

## Rekorde

### Bestehende Rekorde
| Weltrekord           | 16,00 m | Naoto Tajima  | OS Berlin, Deutsches Reich | 6. August 1936    |
| Europarekord         | 15,48 m | Willem Peters | London, Großbritannien     | 4. Juli 1927      |
| Meisterschaftsrekord | 14,89 m | Willem Peters | EM Turin, Italien          | 9. September 1934 |

### Rekordverbesserungen
Im Wettkampf am 4. September wurde der bestehende EM-Rekord verbessert. Außerdem gab es zwei neue Landesrekorde.
- Meisterschaftsrekord:
  - 15,32 m – Onni Rajasaari, Finnland
- Landesrekorde:
  - 14,70 m – Ioannis Palamiotis, Griechenland
  - 13,88 m – Jean Nichil, Frankreich

## Durchführung
In den Quellenangaben (europäischer Leichtathletikverband EAA sowie bei todor66) zum Dreisprung findet sich nur eine Ergebnisliste mit dem Finalresultat für alle elf Teilnehmer. Eine Qualifikation wird dort nicht aufgeführt. Demnach sind alle elf Wettkämpfer gemeinsam in einer Gruppe zum Finale angetreten. Wie viele Versuche den Athleten zur Verfügung standen und ob es nach der dritten Runde, wie damals zum Beispiel bei Olympischen Spielen üblich, mit den besten sechs Springern in ein Finale mit drei weiteren Durchgängen ging, wird nicht klar.
Bei den Olympischen Spielen in dieser Zeit war es in den Sprung- und Wurfdisziplinen übliche Praxis, zunächst am Morgen des Wettkampftages eine Qualifikationsrunde durchzuführen, wenn die Zahl der Teilnehmer nicht zu gering war. Diese Vorausscheidung wurde in zwei Gruppen ausgetragen. Das Finale fand dann mit den dafür qualifizierten Sportlern in aller Regel am Nachmittag desselben Tages statt.

## Finale

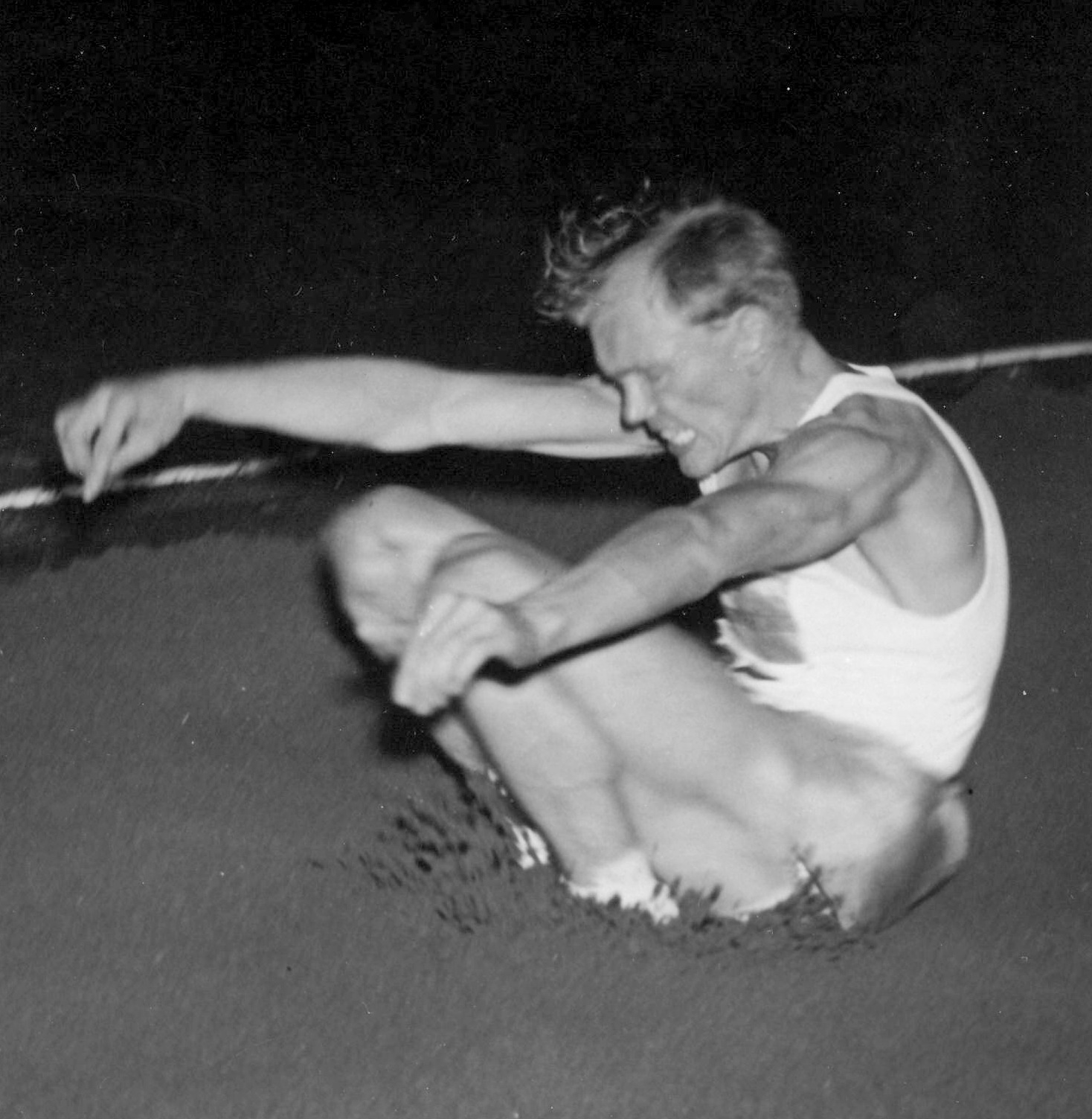
Lennart Andersson belegte Rang sechs

4. September 1938, 15.10 Uhr
| Platz | Name               | Nation             | Weite (m) |
| ----- | ------------------ | ------------------ | --------- |
| 1     | Onni Rajasaari     | Finnland           | 15,32 CR  |
| 2     | Jouko Norén        | Finnland           | 14,95     |
| 3     | Karl Kotratschek   | Deutsches Reich    | 14,73     |
| 4     | Ioannis Palamiotis | Griechenland       | 14,70 NR  |
| 5     | Vittorio Turco     | Königreich Italien | 14,64     |
| 6     | Lennart Andersson  | Schweden           | 14,56     |
| 7     | Franco Bini        | Königreich Italien | 13,96     |
| 8     | Jean Nichil        | Frankreich         | 13,88 NR  |
| 9     | Bicoku Sefedin     | Albanien           | 13,68     |
| 10    | Max Roujoux        | Frankreich         | 13,24     |
| 11    | François Mersch    | Luxemburg          | 12,93     |